# Чемпіонат Швеції з бенді 1924
 Чемпіонат Швеції з бенді: 1924 — 18-й сезон турніру з хокею з м'ячем (бенді), який проводився за кубковою системою. 
Переможцем змагань став клуб Вестерос СК.

## Турнір

### Чвертьфінал
- Лідчепінгс АІК - ІФ «Ліннеа» (Стокгольм)  2-4
- АІК Стокгольм - ІФ «Йота» (Карлстад)  9-1
- ІФК Уппсала - Вестерос СК  0-6
- ІК «Йота» (Стокгольм) - ІФК Реттвік  5-2

### Півфінал
- АІК Стокгольм - ІФ «Ліннеа» (Стокгольм)  3-5
- Вестерос СК - ІК «Йота» (Стокгольм)  2-2, 4-3 (дод.)

### Фінал
17 лютого 1924, Стокгольм
- Вестерос СК - ІФ «Ліннеа» (Стокгольм)  4-1